# Münchner Stadtbibliothek
Die Münchner Stadtbibliothek ist das Bibliothekssystem der öffentlichen Bibliotheken der Stadtverwaltung München. Dieses besteht aus über 30 Bibliotheken und ist damit heute bundesweit das größte kommunale Bibliothekssystem. Der Bestand umfasst ca. 3 Millionen Bücher, Zeitschriften und Neue Medien. Hinzu kommen das Literatur- und Handschriftenarchiv der Monacensia, die Musikbibliothek, die Kinder- und Jugendbibliothek am Gasteig, die philatelistische Spezialbibliothek sowie die Juristische Bibliothek. Damit gehört sie zu den größten Bibliotheken in Bayern. Leiter ist seit dem 1. Januar 2013 Arne Ackermann.
Die Zentralbibliothek im Gasteig ist seit dem 31. Juli 2021 wegen Sanierung geschlossen. Für die Zeit der Sanierungsarbeiten wird der Betrieb in die Interimsstandorte im HP8 in Sendling (Hans-Preißinger-Straße 8) und im Motorama (Haidhausen) in der Rosenheimer Straße 30–32 gegenüber des Gasteig ausgelagert.
Die Zentralbibliothek im Gasteig sowie verschiedene Stadtteilbibliotheken nutzen gemeinsam mit der Münchner Volkshochschule dieselben Gebäude wie z. B. den Gasteig, die Häuser am Harras, am Arabellapark, den Neuhauser Trafo etc. Durch diese gemeinsame Nutzung der Gebäude ergeben sich vielfältige Anknüpfungspunkte und Kooperationen zwischen den beiden Institutionen, die sich in einem breitgefächerten, niederschwelligen und hochwertigen Bildungsprogramm widerspiegeln.

## Angebot
Die Bibliothek verfügt über die Zentralbibliothek mit mehreren selbständigen Fachabteilungen, 22 Stadtteilbibliotheken, zwei Fachbibliotheken unter dem Dach der Stadtbibliothek, 5 Krankenhausbibliotheken sowie Angebote der Bücherbusse.
Die Zentralbibliothek ist seit 1984 im Gasteig-Kulturzentrum untergebracht. Hier befindet sich der weitaus größte Freihandbereich auf sechs Halbgeschossen zuzüglich der Service-Etage am Eingang. Hinzu kommt ein Lesesaal mit Präsenzbestand an Nachschlage- und Standardwerken. In die Zentralbibliothek sind die Musikbibliothek und die philatelistische Bibliothek integriert, die als eigenständige Abteilungen arbeiten. Angrenzend aber abgetrennt ist die Kinder- und Jugendbibliothek mit zwei Etagen. Unter dem Gebäude befindet sich das Magazin der Stadtbibliothek, dessen Bestände können in die Zentralbibliothek oder eine Stadtteilbibliothek zur Ausleihe bestellt werden. Die Zentralbibliothek und die 22 Stadtteilbibliotheken sind seit 2009 vollständig auf Selbstverbuchung ausgelegt.
Die Monacensia ist hervorgegangen aus dem Literaturarchiv der Stadt München. Sie sammelt Nachlässe von Münchner Autoren und einen eigenen Bestand an Veröffentlichungen zum Thema München und Umland. Das historische Hildebrandhaus wurde von 2011 bis 2016 generalsaniert.
Die Juristische Bibliothek im Neuen Rathaus wurde als Fachbibliothek für die Mitarbeiter der Stadtverwaltung angelegt, ist aber inzwischen öffentlich zugänglich. Sie ist besonders für den Lesesaal über drei Stockwerke mit aufwändiger Dekoration im Stil der Neorenaissance bereits mit Elementen des Jugendstils berühmt.
Seit 1951 gibt es Bücherbusse der Stadtbibliothek München. Derzeit gibt es fünf Bücherbusse, vier Busse richten sich vor allem an Schulkinder. Von 1928 bis 1970 fuhr in München eine Büchertram der Stadtbibliothek München. Die Fahrbibliothek befand sich im Triebwagen Nr. 495 (Typ D1.6) und wurde 1958 umgebaut.
Außerdem existiert ein mobiler Bücherhausdienst.

## Geschichte

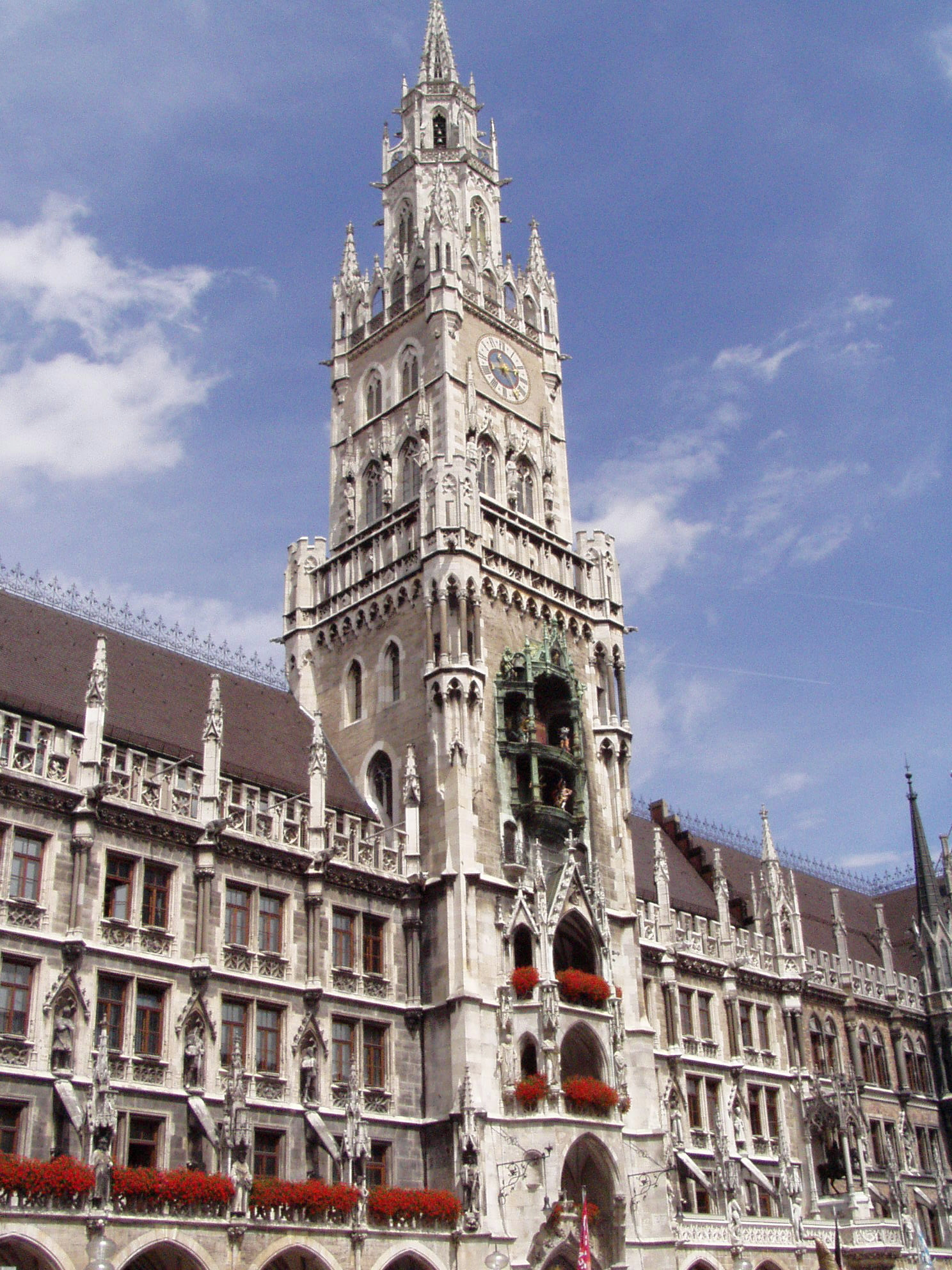
Neues Rathaus – Sitz der Juristischen Bibliothek der Münchner Stadtbibliothek

Mitte des 19. Jahrhunderts erfolgen die ersten Schritte für das Entstehen der Münchner Stadtbibliothek. Dabei sind zwei verschiedene Wege zu erkennen: Einerseits entwickelte sich eine Behördenbibliothek zu einer großen öffentlichen Zentralbibliothek, die auch über historische Sammlungen verfügt. Andererseits entstand durch die Volksbüchereibewegung ein modernes, kommunales Bibliothekssystem.

### Die Anfänge (1843–1906)
1843 erteilte der Magistrat der königlichen Haupt- und Residenzstadt München dem späteren Stadtchronisten Ulrich von Destouches den Auftrag, „sämtliche dem Magistrat und den unter magistratischer Verwaltung stehenden Anstalten gehörige Bücher zu sammeln, abzustempeln, zu verzeichnen und zu katalogisieren“. 23 Jahre später erschien dann 1866 der erste Katalog der Büchersammlung der städtischen Kollegien, der 2.375 Nummern umfasst.
Im Jahr 1873 wurde schließlich die erste Volksbibliothek der Stadt München in der Heilig-Geist-Schule in der Frauenstraße mit einem Bestand von 1.400 Bänden eröffnet. Zunächst war diese aber nur für städtische Bedienstete zugänglich. Erst 1879 wurde sie zaghaft für alle Bürger geöffnet: Jetzt konnten mit Genehmigung des Bürgermeisters auch andere Personen die Magistratsbibliothek nutzen.
Der Bestand der Magistratsbibliothek wuchs um die Jahrhundertwende entscheidend an – durch die Stiftung der Gelehrtenbibliotheken des Juristen Karl Gramm und des Pathologen Theodor von Heßling. Hinzu kamen weitere kleinere Nachlässe und Schenkungen, die den Bestand um wertvolle Erstausgaben und um geistes- und naturwissenschaftliche sowie historische Bestände bereicherten.
1906 umfasste die Bibliothek bereits rund 30.000 Bände und konnte in den prunkvoll gestalteten Bibliothekssaal des neuen Rathauses umziehen. Leider hatten bereits beim Umzug nicht alle Bände Platz. Heute befindet sich hier die Juristische Bibliothek der Münchner Stadtbibliothek.

### Weimarer Republik: Goldene Jahre (1920–1933)
Im Jahre 1920 wurde die Stelle für die Leitung der Volksbibliothek (inzwischen im Rosental-Schulhaus) und der Magistratsbibliothek im Rathaus geschaffen und darüber hinaus auch ein allgemeines Bibliotheksprogramm beschlossen. Zu Beginn des Folgejahres – am 3. Januar 1921 – konnte dann Hans Ludwig Held diese Leitungsposition antreten. Zugleich wurde die Büchersammlung der städtischen Kollegien in Bibliothek des Stadtrats umbenannt und damit die Rechtssituation als nicht-öffentliche Bibliothek bekräftigt. Aber Held setzte sich bald darauf darüber hinweg. Zunächst fasste er 1922 die monacensischen Bücher in der Bibliothek Monacensia zu einer eigenen Sammlung zusammen.
Ein wichtiger Schritt in der Geschichte der Münchner Stadtbibliothek war, als 1923 Held den Plan vorlegte, die Städtischen Bibliotheken auszubauen. Dabei sollte die Zahl der Volksbibliotheken auf fünf ausgeweitet werden und durch Zeitungslesehallen für Erwachsene und Kinderlesestuben ergänzt werden. Mit seinen Ideen konnte Held sich damals weitgehend durchsetzen: Es wurde die Bibliothek im Rathaus reorganisiert, der Aufbau einer wissenschaftlichen Stadtbibliothek wurde in Angriff genommen, die als Studien- und Bildungsbibliothek konzipiert wurde und sich heute in Form der Zentralbibliothek Am Gasteig in Haidhausen befindet. Darüber hinaus wurde auch die Monacensia-Sammlung erweitert. Nur die gewünschte Studentenbibliothek bekam Held nicht genehmigt.
Ein Jahr später konnte Held 1924 als Gegenstück zur Monacensia-Bibliothek eine Handschriftenabteilung ins Leben rufen, die bis heute Manuskripte, Briefe und andere Autographen von Münchner Persönlichkeiten des 19. Jahrhunderts und der Folgezeit sammelt.
1925 konnte die Volksbibliothek Schwabing gegründet werden.
Im Jahre 1926 wurde die „Musikalische Volksbibliothek“ (heute: Musikbibliothek der Zentralbibliothek) den Städtischen Bibliotheken angegliedert. Sie hatte ihren Ursprung in der Privatsammlung des Kulturphilosophen und Musikschriftstellers Paul Marsop, der diese schon 1902 der Öffentlichkeit zugänglich gemacht hatte.
1928 wurde ein Straßenbahntriebwagen zur ersten städtischen „Wanderbücherei“ umgebaut, um die Stadtrandgebiete bibliothekarisch versorgen zu können. Davon profitierten insbesondere die damals ärmeren Stadtviertel. Damit läutete Held eine zukunftsweisende Form einer aufsuchenden Bibliotheksarbeit ein, die direkt zu den Menschen kommt und heute mit fünf mobilen Fahrbibliotheksbussen weitergeführt wird.
Ende der zwanziger Jahre regte Held den Bau eines zentralen Bibliotheksgebäudes am Jakobsplatz an. Es wurden fertige Baupläne für ein dreigeschossiges Gebäude entwickelt, das die Stadtbibliothek und das Stadtarchiv beheimaten sollte – ergänzt durch einen siebenstöckigen Magazinsturm. Doch die Pläne wurden nie in die Tat umgesetzt.
1929 wurde die Volksbibliothek Sendling gegründet und 1930 die Volksbibliothek Borstei.
Als 1931 der Münchner Briefmarken-Club seine Literaturbestände der Stadtbibliothek übertrug, wurde zusammen mit anderen privaten Schenkungen die Basis für eine philatelistische Spezialbibliothek geschaffen, die heute mit ca. 43.000 Bänden in der Zentralbibliothek Am Gasteig die größte Europas ist.
1932 spitzte sich die räumliche Situation der Bibliothek im Rathaus drastisch zu. In überfüllten Notmagazinen wiesen die Wände Risse auf, und Regale stürzten aufgrund der schweren Bücherlast in sich zusammen. Doch der Umzug in das ehemalige Polizeigebäude in der Weinstraße 13 konnte erst im Folgejahr realisiert werden. Damals verfügte die Stadtbibliothek über 170.000 Bände – viele davon waren Zustiftungen und Geschenke. Im Rathaus blieben die Buchbestände zurück, die für die Stadtverwaltung besonders wichtig waren.

### Die Stadtbibliothek unter den Nationalsozialisten (1933–1945)

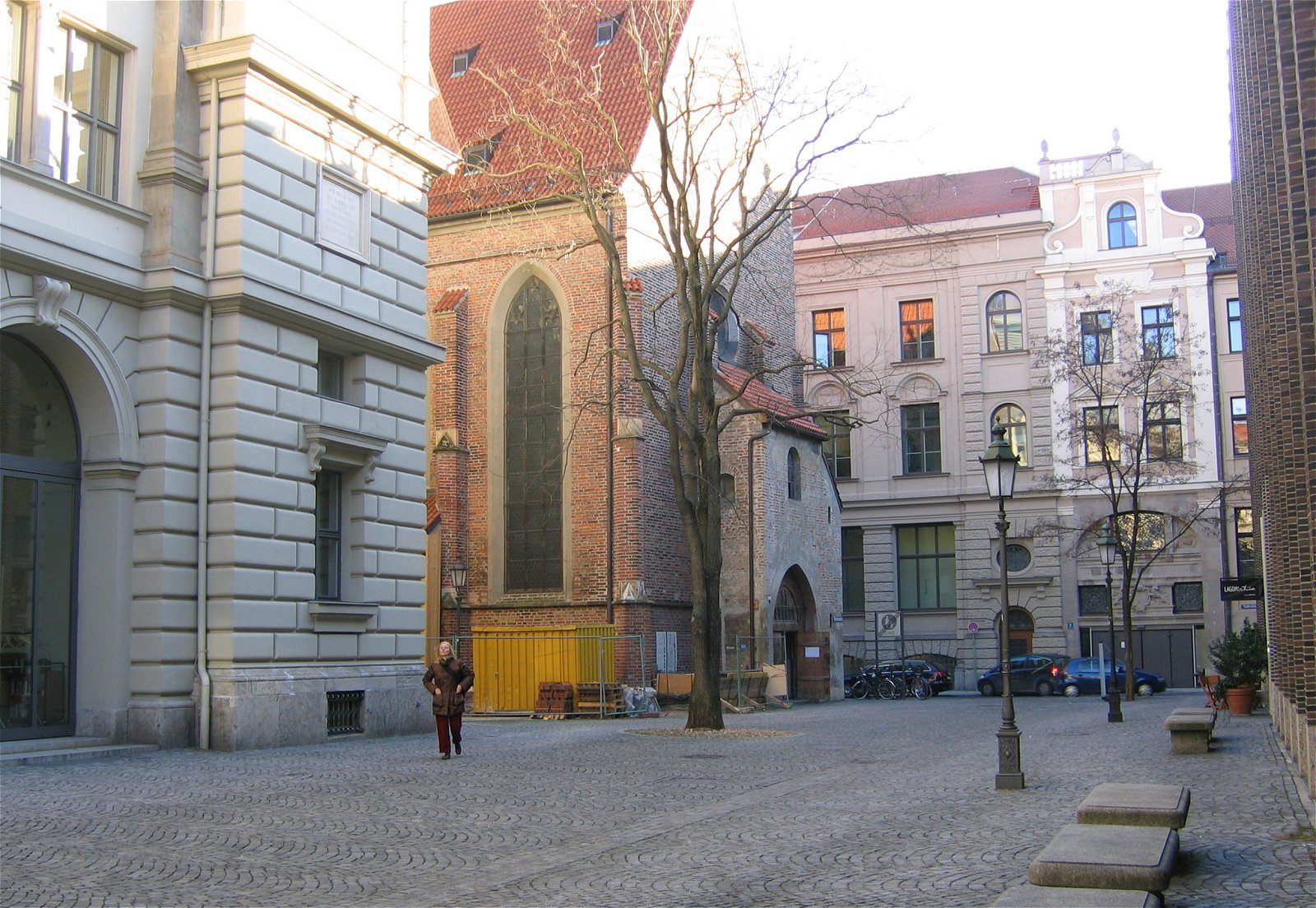
Salvatorplatz – hier befand sich früher die Musikbibliothek der Münchner Stadtbibliothek

Hans Ludwig Held wurde von Anfang an von den Nationalsozialisten in seiner Arbeit behindert und schließlich am 27. Oktober 1933 aufgrund des Gesetzes zur Wiederherstellung des Berufsbeamtentums aus dem städtischen Dienst entlassen. 1934 wurde die Volksbibliothek Ramersdorf gegründet, die noch von Held vorbereitet worden war.
Erst 1936 bekamen die Städtischen Bibliotheken einen neuen Leiter: Hermann Sauter. Unter seiner Leitung wurden wichtige Sammlungen in die Wissenschaftliche Stadtbibliothek eingegliedert – z. B. die der Altkatholischen Gemeinde, der Bibliotheken des Lehrervereins, des Stadtdolmetschers Lex sowie eine Jean-Paul-Sammlung.
1937 wurde die Volksbibliothek Giesing gegründet, 1939 die Volksbibliothek Englschalking und 1941 die Volksbibliothek Pasing.
1943 wurden Teile der Bibliotheksbestände in Ausweichquartiere verlagert – meist nach Niederbayern.
Viele Bände „verbotenen und unerwünschten Schrifttums“ gelangten aus den Volksbibliotheken in die Stadtbibliothek. Hier konnten sie vor der angeordneten Vernichtung verschont werden. Sie wurden jedoch 1944 und 1945 bei den Luftangriffen auf München größtenteils zerstört: Die Bombardierungen beschädigen das zentrale Bibliotheksgebäude in der Weinstraße 13 erstmals am 18. März 1944 schwer. Weitere Bombardierungen am 17. Dezember 1944 und am 7. Januar 1945 vernichteten die dortigen Bestände. Auch fünf Volksbibliotheken fielen den Bombardements zum Opfer. Die restlichen Volksbibliotheken wurden durch die Luftangriffe mehr oder weniger stark beschädigt.
Während des Zweiten Weltkriegs mussten alle Kinderlesestuben und Zeitungslesehallen geschlossen werden, da das Personal zu „kriegswichtigen“ Arbeiten abgezogen wurde. Dennoch konnten die größeren Bibliotheken und die Städtische Musikbibliothek – damals am Salvatorplatz – relativ gut über den Krieg gerettet werden, dank des hohen Einsatzes der wenigen verbliebenen Mitarbeiter. Das Schallplattenarchiv wie auch Teile der Noten- und Bücherbestände der Musikbibliothek fielen der Zerstörung zum Opfer.

### Kriegsende, Nachkriegszeit und Wiederaufbau
Direkt nach dem Ende der Zeit des Nationalsozialismus wurde unter schwierigsten Umständen mit dem Wiederaufbau der Städtischen Bibliotheken begonnen. Durch Kriegsverluste war der Bestand der wissenschaftlichen Stadtbibliothek um rund 100.000 Bände (ca. 40 Prozent) geschrumpft. Hans Ludwig Held übernahm im Mai 1945 den Posten des Bibliotheksdirektors und wurde kurz darauf Kulturbeauftragter der Stadt München. Zunächst mussten auf Anweisung der amerikanischen Militärregierung alle nationalsozialistischen und militärischen Schriften aus dem Bestand entfernt werden. Schließlich konnten schon im Oktober 1945 die Straßenbahnbücherei und sieben Volksbibliotheken wieder öffnen.
Am 2. Januar 1946 konnte die Juristische Bibliothek als erste Abteilung (Amtsbibliothek) im Neuen Rathaus den Betrieb wieder aufnehmen. Die Rückführung und Eingliederung der ausgelagerten Buchbestände erfolgte im September 1946. Die Musikbibliothek konnte im November 1946 ohne festes Dach den Notbetrieb aufnehmen.
Ein wichtiger Schritt war 1950 die Wiedereröffnung der Zentralbibliothek (Infanteriestraße), der Monacensia-Sammlung (Möhlstraße) und der Handschriftensammlung, nachdem die Bestände während der Jahre davor viele Notquartiere durchlaufen hatten. Neugründungen von Volksbibliotheken erfolgten in Haidhausen, Berg am Laim, Harlaching, Moosach, Kirchtrudering, Waldtrudering und im Westend.
1954 wurde Hans Schmeer Bibliotheksdirektor und Hans Ludwig Held verstarb, nachdem er erst 1953 pensioniert worden war. Er hinterließ der Stadtbibliothek seine Privatbibliothek mit 25.000 Bänden. Schmeer reorganisierte die Büchereizentrale, damit diese die Anforderungen des ständig wachsenden Bibliothekssystems erfüllen konnte. Hier wurde der Erwerb und die Katalogisierung neuer Titel vollzogen.

### Die 1960er Jahre: Reorganisation und Realutopie
Zur Zeit der Bildungsreformen der sechziger Jahre wurde 1967 der Schriftsteller Carl Amery zum neuen Bibliotheksdirektor ernannt. Auf Anregung Amerys beschloss der Münchner Stadtrat einen neuen Bibliotheksentwicklungsplan, der nach dem Willen Amerys eine Verbindung aus Sachverstand, „Realutopie“ und Fantasie sein sollte.
1969 erteilte der Münchner Stadtrat den Auftrag, einen Funktions- und Raumprogramm für die Münchner Stadtbibliothek, die Verwaltung und Direktion sowie die zentralen Dienste aller Stadtbibliotheken zu erstellen – damit kam man einen wichtigen Schritt dem lang ersehnten großen Münchner Bildungszentrum näher.

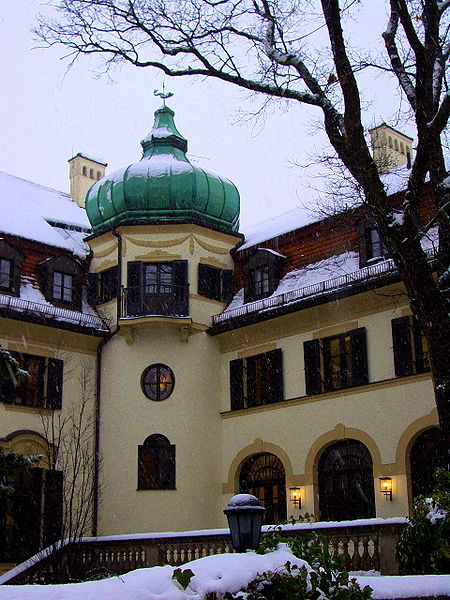
Bibliothek Monacensia der Münchner Stadtbibliothek im Hildebrandhaus

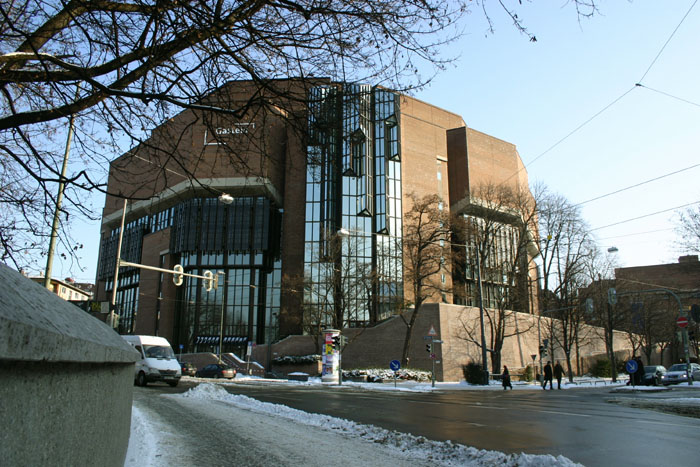
Das Münchner Kulturzentrum Gasteig – Hier sind die Zentralbibliothek, die Kinder- und Jugendbibliothek, die Musikbibliothek sowie ein Vortragssaal der Münchner Stadtbibliothek untergebracht

### Die 1970er Jahre: EDV, Gasteig-Beschluss, neue Stadtteilbibliotheken
Der nächste große Schritt war die Einführung der elektronischen Datenverarbeitung bei der Ausleihverbuchung in den Stadtteilbibliotheken, die 1976 unter Bibliotheksdirektor Alfons Ott erfolgte. Ebenfalls 1976 wurde die Errichtung des Kulturzentrums Gasteig durch den Münchner Stadtrat beschlossen. Hier wurden in den 1980er Jahren die Münchner Stadtbibliothek, die Münchner Volkshochschule, das Richard-Strauss-Konservatorium (heute in die Hochschule für Musik und Theater München integriert) sowie die Münchner Philharmoniker im Stadtteil Haidhausen „Am Gasteig“ in einem Haus zusammengeführt.
Nach dem unerwarteten Tod von Ott wurde 1977 Peter Thannabaur Bibliotheksdirektor. Im selben Jahr zogen die Handschriftenabteilung und die Bibliothek der Monacensia in das denkmalgeschützte Hildebrandhaus in Bogenhausen um.
Seit 1978 wurde mit dem Aufbau einer Freihandbibliothek für die allgemeine wissenschaftliche Stadtbibliothek begonnen.
Nicht zuletzt erfolgten während der 1970er und 1980er Jahre wichtige Neugründungen von Stadtbibliotheken.

### Die 1980er Jahre: Einzug in den Gasteig, neue Stadtteilbibliotheken
Ende Mai 1984 konnte die Stadtbibliothek als erste Institution in das Kulturzentrum Gasteig im Münchner Stadtteil Haidhausen einziehen. Hier konnten nun mehrere Bibliotheken unter einem Dach zusammengeführt werden: Die allgemeine wissenschaftliche Stadtbibliothek mit ihrer mittlerweile großen Freihandbibliothek, die philatelistische Abteilung, die Musikbibliothek und die Kinder- und Jugendbibliothek, die zuvor in der Wörthschule in Haidhausen untergebracht war. Der Bestand der Stadtteilbibliothek Haidhausen wurde größtenteils in den Freihandbestand eingegliedert. Darüber hinaus bezogen auch die Direktion und die Verwaltung hier ihre Büros und auch das städtische Bibliothekssystem fand hier ihr neues Zuhause. Zwei Jahre später wurde im September 1986 die millionste Besucherin gezählt. Damals konnte aus 852.000 Büchern, Noten, Tonträger und Videos ausgewählt werden.

### Die 1990er Jahre: Rückblick, neues Bibliothekskonzept, Neue Medien
1993 feierte die Münchner Stadtbibliothek ihr 150-jähriges Bestehen. Zu diesem Zeitpunkt verfügte die Zentralbibliothek Am Gasteig über 1.047.000 Medien, 2.400.000 Entleihungen fanden statt, 616.000 Besucher wurden gezählt und 63.000 Münchner hatten einen Bibliotheksausweis.
Unter der Leitung des neuen Direktors Werner Schneider (1992–2012) wurde 1994 die Erwerbung sowie die Katalogisierung auf EDV umgestellt. Von nun an bestand für die Nutzer die Möglichkeit über einen elektronischen Katalog im Gesamtbestand der Bibliothek zu recherchieren. Ebenfalls 1994 wurden Benutzungsgebühren für Erwachsene eingeführt, was zu einem deutlichen Rückgang bei der Anzahl an eingeschriebenen Nutzern wie auch bei den Entleihungen führte.
1995 umfasste das Spektrum der Münchner Stadtbibliothek ein Bibliothekssystem mit Zentralbibliothek, 27 Stadtteilbibliotheken, Fahr- und Sonderbibliotheken, Monacensia, Juristischer Bibliothek, Verwaltung und Direktion.
1997 beschloss der Münchner Stadtrat ein zukunftsweisendes Bibliothekskonzept: Mit einem neuen graphischen Konzept und einem neuen Leitbild wurden Service und Angebote mit Hilfe von gezielten Werbemaßnahmen einer noch breiteren Öffentlichkeit bekannt gemacht. Auch Neue Medien wurden verstärkt in das Angebot integriert: So wurden CD-ROMs, PC-Arbeitskabinen, Internetarbeitsplätze und ein Multimedia-Studio eingeführt. Zugleich kam es aufgrund der Finanznot Münchens zur Schließung der Bibliothek in der Münchner Altstadt.
1999 wurden die Öffnungszeiten auf insgesamt 46 Wochenstunden erweitert, indem ein neues Arbeitszeitmodell eingeführt wurde.

### Die 2000er Jahre: Online-Katalog und Ausbau Neuer Medien

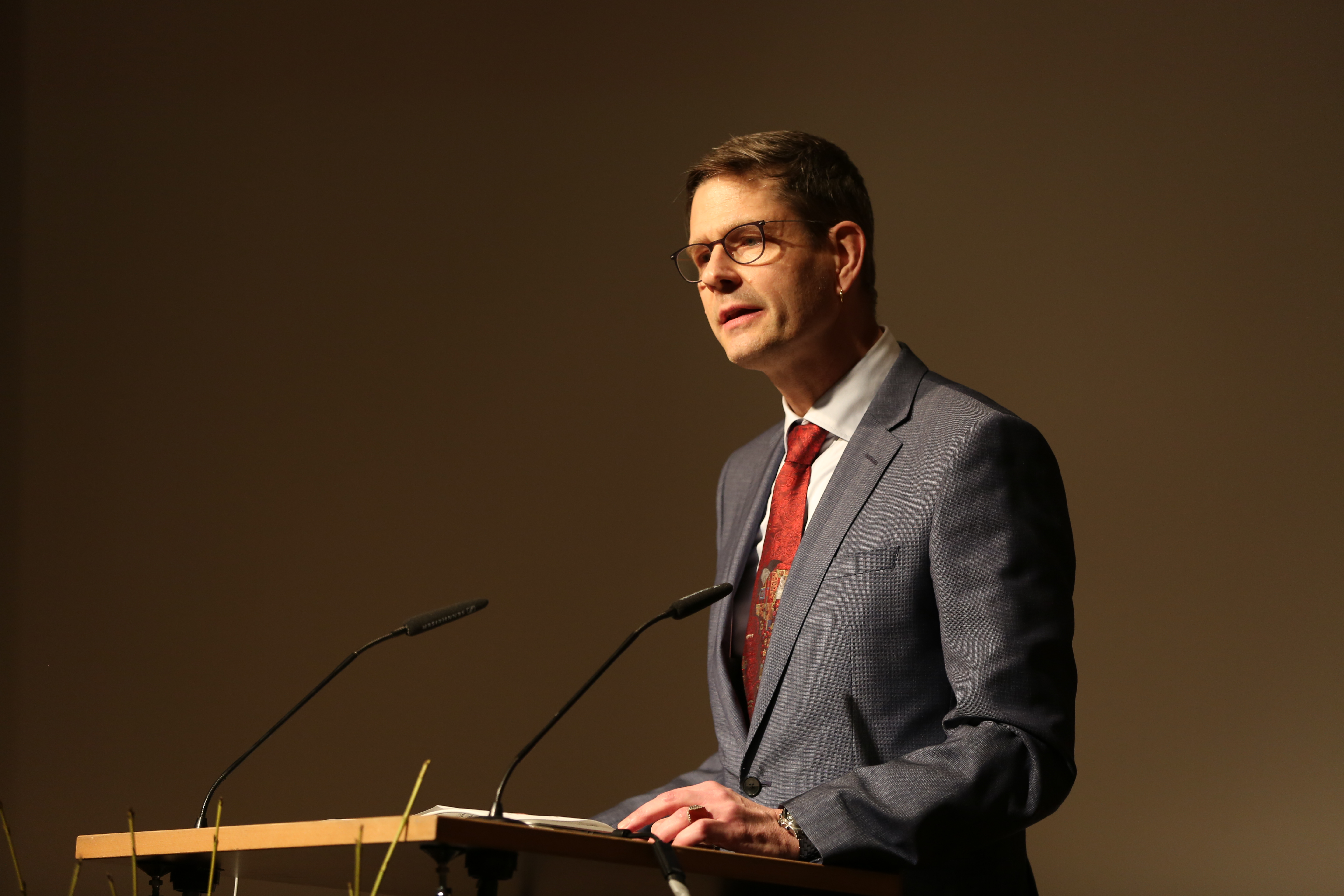
Arne Ackermann, Direktor seit 2013

Um die Bearbeitung der Medien zu beschleunigen, wurden im Jahr 2000 die Abteilungen Katalogisierung und Erwerbung zusammengeführt. Auch in den Stadtteilbibliotheken wurden Internet-Kioske eingerichtet sowie Internet-Schulungen angeboten, um die Nutzer mit dem neuen Angebot vertraut zu machen.
2002 und 2003 wurde mit den Vorbereitungen für die Einrichtung eines Online-Katalogs begonnen. Gleichzeitig wurde die Schließung von Bibliotheksstandorten aufgrund von Münchens Finanznot diskutiert. Letztlich konnte aber die Umstellung auf das neue EDV-System und die Bereitstellung des Online-Katalogs sowie ein neuer Internetauftritt und weiter Modernisierungen zu einer Ausweitung der Leistungen der Münchner Stadtbibliothek beitragen.
Seit Anfang 2006 setzt die Bibliothek das RFID-System BiblioChip zur Medienverbuchung und Sicherung ein. Die Freihandbestände aller 24 Stadtbibliotheken wurden bis 2009 mit der neuen Technologie ausgestattet. Alle Freihandmedien können vom Bibliotheksbenutzer an Selbstbedienungsterminals eigenhändig ausgeliehen und an RFID-Automaten auch außerhalb der Öffnungszeiten an den meisten Standorten zurückgegeben werden. Die erste mit dieser Technik ausgestattete Stadtbibliothek war die Zentralbibliothek am Gasteig.
Ungefähr 2012 wurden im Zuge einer Konsolidierung eine Reihe kleinerer Stadtteilbibliotheken geschlossen und stattdessen Mittelpunktsbibliotheken eröffnet; so wurde zum Beispiel die Bibliothek in Harthof zugunsten des neuen Kulturzentrums 2411 aufgegeben. Ab März 2012 wurden die Bibliotheken schrittweise mit öffentlichem WLAN ausgestattet. Weiterhin ist es seit April 2012 möglich, elektronische Medien (z. B. E-Books) auch außerhalb der Öffnungszeiten über die Onleihe zu entleihen.
2017 wurde in mehreren Stadtteilbibliotheken auch die Öffnung am Samstag erprobt (zuvor war an Samstagen nur die Zentrale am Gasteig geöffnet), um besonders Berufstätigen die Medienausleihe zu erleichtern. Nach positiven Ergebnissen haben seit 2020 alle Bibliotheken samstags geöffnet, dafür sind diese Filialen (außer die Zentrale) montags geschlossen.

## Vermittlungsangebote und Veranstaltungsprogramm
Das Veranstaltungsprogramm zählt etwa 1.900 Veranstaltungen jährlich. Die Münchner Stadtbibliothek verfügt über einen Vortragssaal im Kulturzentrum Gasteig. Doch auch in vielen Stadtteilbibliotheken findet ein Veranstaltungs- und Ausstellungsprogramm statt.
Zweisprachige Filmreihen und Lesungen fördern das kulturelle Verständnis für und die Integration der Menschen mit Migrationshintergrund, die in München leben. Auch in den Stadtteilbibliotheken werden viele Veranstaltungen für Kinder, Jugendliche und Erwachsene – immer wieder auch mit der Münchner Volkshochschule – angeboten: von Lesungen, Konzerten bis hin zur Kleinkunst. Darüber hinaus stellen viele Stadtteilbibliotheken Werke von Künstlern der Region im Rahmen ihres regelmäßigen Ausstellungsprogramms aus.
Die Kinder- und Jugendbibliothek Am Gasteig bietet neben Lesungen und Buchdiskussionen auch Theater und Themenwochen an.
Die Bibliothek präsentiert regelmäßig großen Literaturausstellungen – z. B. zu Thomas Bernhard, Carl Amery, Erich Kästner, Annette Kolb, Wolfgang Koeppen, Klaus und Erika Mann, Stefan Zweig oder Kurt Tucholsky, die bundesweite Anerkennung fanden.
Ausstellungen, die zum Teil gemeinsam mit der Monacensia konzipiert und realisiert wurden, werden jeweils von einem vielfältigen Begleitprogramm mit Lesungen, Filmen, Vorträgen und Diskussionen ergänzt. Die meisten Ausstellungskataloge können auch in Buchhandlungen erworben werden.

## Stadtteilbibliotheken
- Allach-Untermenzing: Pfarrer-Grimm-Straße 1
- Am Westkreuz (seit 1. Februar 2024), ehem. Neuaubing: Radolfzeller Straße 13
- Berg am Laim: Schlüsselbergstraße 4
- Bogenhausen: Rosenkavalierplatz 16
- Fürstenried: Berner Straße 4 (seit 2019), ehem. Forstenrieder Allee 61
- Giesing: Deisenhofener Straße 20 (seit 5. April 2016), ehem. St.-Martin-Straße 2 (Giesing) und Schlierseestraße 47 (Obergiesing)
- Hadern: Guardinistraße 90
- Hasenbergl: Blodigstraße 4
- Isarvorstadt: Kapuzinerstraße 28
- Laim: Fürstenrieder Straße 53
- Maxvorstadt: Augustenstraße 92
- Milbertshofen: Schleißheimer Straße 340
- Moosach: Hanauer Straße 61a
- Neuhausen: Nymphenburger Straße 171a
- Neuperlach: Charles-de-Gaulle-Straße 2a
- Pasing: Bäckerstraße 9
- Ramersdorf: Führichstraße 43
- Riem: Elisabeth-Castonier-Platz 19
- Schwabing: Hohenzollernstraße 16
- Sendling: Albert-Roßhaupter-Straße 8
- Waldtrudering: Wasserburger Landstraße 241
- Westend: Schießstättstraße 20c[13]

## Partner und Kooperationen
- Geschichtswerkstatt Neuhausen e. V.
- Kulturreferat der Landeshauptstadt München
- Münchner Volkshochschule
- Kulturzentrum der Israelitischen Kultusgemeinde München und Oberbayern
- Kultur in Hadern e. V.